# Paula Marosi
Paula Marosi (n. 3 noiembrie 1936, Budapesta, Regatul Ungariei – d. 4 martie 2022, Budapesta, Ungaria) a fost o scrimeră ce a reprezentat Ungaria, medaliată olimpică. A participat la 2 ediții ale Jocurilor Olimpice (1964, 1968) în care a câștigat o medalie de aur și o medalie de argint.